# Iwanofrankiwska Rada Obwodowa
Iwanofrankiwska Rada Obwodowa (ukr. Івано-Франківська обласна рада) – organ obwodowego samorządu terytorialnego w obwodzie iwanofrankiwskim Ukrainy, reprezentujący interesy mniejszych samorządów – rad rejonowych, miejskich, osiedlowych i wiejskich, w ramach konstytucji Ukrainy oraz udzielonych przez rady upoważnień. Siedziba Rady znajduje się w Iwano-Frankiwsku.

## Przewodniczący Rady
- Ihor Olijnyk
- Ołeksandr Sycz (od 25 listopada 2010)
- Wasyl Skrypnyczuk (od 23 listopada 2012)